# 6·26 국민평화대행진
6·26 국민평화대행진은 1987년 6월 26일에 대한민국에서 전국적으로 일어난 대규모 민주화운동 시위이다. 박종철 고문치사 사건과 4·13 호헌 조치 그리고 이한열 최루탄 피격 사건으로 인한 국민적 분노와 독재 정권에 대한 반발로 촉발된 6월 민주 항쟁의 마지막 시기에 있었던 가장 큰 시위로 전국에서 수십만 명이 참여하였다. 그 결과 노태우 대통령 후보의 6·29 선언을 이끌어내어 대통령 직선제를 포함한 개헌이 이루어졌다.

## 배경

### 6월 민주항쟁
1987년에 대통령 간선제 유지를 골자로 하는 4·13 호헌 조치와 1월에 있었던 박종철 고문치사 사건에 대한 규탄을 계기로 민주헌법쟁취국민운동본부가 결성되었다. 6월 10일에 열린 대통령 후보 선출을 위한 민정당 전당대회에 맞서 민주헌법쟁취국민운동본부는 6월10일 박종철군 고문치사 조작, 은폐 규탄 및 호헌철폐 국민대회를 개최하였다. 한편 그 전날인 6월 9일에 발생한 이한열 최루탄 피격 사건은 6·18 최루탄추방대회로 이어졌다.

### 준비과정
6월 17일에 민주화추진협의회에서 민주헌법쟁취국민운동본부와 공동으로 국민평화대행진을 실시하겠다고 하였다. 6월 23일에 국민운동본부는 26일 오후6시 전국에서 동시에 민주헌법쟁취를위한 국민평화대행진을 진행하겠다는 성명을 발표하였다. 6월 24일에 진행된 전두환 대통령과 김영삼 통일민주당 총재간의 영수회담에서 4·13 호헌 조치 철회가 무산되고 김대중 민주화추진협의회 공동의장의 가택연금에서의 석방에 그치면서 협상은 결렬되었다. 6월 25일에 국민운동본부는 영수회담이 형식적인 대타협의 선전공세에 불과하고 정치적 탄압이 강화될 것이라 주장하고 26일에 예정대로 국민평화대행진을 전국적으로 강행하겠다고 밝히며 도시별 최종 집결지를 발표하였다. 한편 전국 상당수의 대학내에서는 다음날 진행될 대행진을 위한 교내집회와 시국토론회가 열렸다.

## 국민평화대행진의 진행
전국에서 33개 도시, 4개의 군에서 180만여명이 참여하였다. 시위진압을 위해 경찰 5만6천여명이 24곳의 평화대행진 집회 및 시위 예상도시에 배치되고,  경찰서 2개소, 파출소 29개소, 민정당 지구당사 4개소 등이 불탔다.
언론보도에 따라 알려진 국민평화대행진이 벌어진 지역은 아래와 같다.
- 서울특별시, 부산직할시, 대구직할시, 광주직할시, 인천직할시, 대전직할시
- 경기도 부천시, 성남시, 수원시, 안양시
- 강원도 춘천시, 원주시, 태백시
- 충청남도 공주시, 천안시
- 충청북도 청주시
- 경상북도 김천시, 안동시, 영천시, 포항시
- 경상남도 마산시, 울산시, 진주시, 창원시, 거창군
- 전라북도 군산시, 이리시(현 익산시), 전주시, 정주시(현 정읍시)
- 전라남도 목포시, 순천시, 여수시, 무안군, 완도군, 광양군
- 제주도 제주시, 서귀포시

### 서울
남대문, 종로, 신세계백화점 본점앞, 서울역 등에서 대행진이 열리고, 시위진압이 벌어졌다.

### 부산
부산에서는 시민, 학생, 종교인 등이 참여하였으며, 가톨릭부산교구사제단이 '민주화와 인권회복을 위한 특별미사'를 마친후 침묵평화대행진을 벌였다.

### 대구
대구 6·26평화대행진은 중앙공원에서 시작할 예정이었으나 경찰이 봉쇄하여 옛 유신학원 네거리, 반월당, 수도산 일대에서 벌어졌다.

## 결과
6·26 국민평화대행진 이후 3일 만인 6월 29일, 노태우 대통령 후보는 6·29 선언을 통해 대통령 직선제를 포함한 개헌을 약속하였다.

## 같이 보기
- 6월 민주 항쟁
- 아! 나의 조국